# Сесто Фјорентино
Сесто Фјорентино (итал. Sesto Fiorentino) је насеље у Италији у округу Фиренца, региону Тоскана.
Према процени из 2011. у насељу је живело 45656 становника. Насеље се налази на надморској висини од 60 м.

## Становништво
Према резултатима пописа становништва 2011. у општини је живело 47.742 становника.
| 1936.  | 1951.  | 1961.  | 1971.  | 1981.  | 1991.  | 2001.  | 2011.  |
| ------ | ------ | ------ | ------ | ------ | ------ | ------ | ------ |
| 17.535 | 18.657 | 22.453 | 41.973 | 45.434 | 47.406 | 46.054 | 47.742 |

## Партнерски градови
- Вјеличка, Ел Ајун, Бањоле